# Jill Officer
Jill Officer (* 2. Juni 1975 in Winnipeg, Manitoba) ist eine kanadische Curlerin. Sie spielt momentan auf der Position des Alternate und ist Mitglied des St. Vital CC.

## Karriere
Bei der Curling-Weltmeisterschaft 2005 und 2009 belegte sie jeweils den vierten Platz.
Bei der Weltmeisterschaft 2008 in Vernon gewann Officer mit ihrem Team die Goldmedaille. Die Round Robin hatte das Team als Zweiter abgeschlossen. Das Page-Playoff-Spiel verlor man gegen China mit Skip Wang Bingyu mit 5:7, dagegen gewann man das Halbfinale gegen Japan mit 9:8. Im Finale gegen China gewann das Team 7:4.
Officer gewann am 28. März 2010 mit dem kanadischen Team um Skip Jennifer Jones die Bronzemedaille bei der Curling-Weltmeisterschaft. Im kanadischen Swift Current besiegte die Mannschaft im Spiel um den 3. Platz das Team Schweden um Skip Cecilia Östlund mit 9:6 Steinen.
Bei den Olympischen Winterspielen 2014 errang Officer mit dem Team um Jennifer Jones die Goldmedaille.
Bei der Weltmeisterschaft 2015 in Sapporo zog sie mit dem von Jennifer Jones geleiteten Team in das Finale ein, verlor dort aber 3:5 gegen das Schweizer Team um Skip Alina Pätz.
Bei der Weltmeisterschaft 2018 im kanadischen North Bay wurde sie mit dem kanadischen Team um Jennifer Jones Weltmeisterin. Die Kanadierinnen blieben in der Round Robin ungeschlagen, besiegten im Halbfinale das US-amerikanische Team um Jamie Sinclair und schlugen im Finale Schweden mit Skip Anna Hasselborg mit 7:6 im Zusatzend.
Officer hat mehrfach für die Provinz Manitoba an den kanadischen Damenmeisterschaften Tournament of Hearts teilgenommen. 2005, 2008, 2009, 2010, 2015 und 2018 gewann sie die Goldmedaille, 2006, 2011 und 2013 die Silbermedaille und 2007, 2012 und 2016 die Bronzemedaille.
Im März 2018 teile sie mit, dass sie ab der Saison 2018/19 nur noch als Alternate für das Team Jones spielen wird. Ihre Position als Second wird Jocelyn Peterman übernehmen.

## Teammitglieder
- Jennifer Jones (Skip)
- Kaitlyn Lawes (Third)
- Jocelyn Peterman (Second)
- Dawn McEwen (Lead)

## Erfolge
- 1. Platz Weltmeisterschaft 2008
- 1. Platz Scott Tournament of Hearts 2005
- 1. Platz Scotties Tournament of Hearts 2008, 2009, 2010, 2015, 2018
- 1. Platz Olympische Winterspiele 2014
- 1. Platz Weltmeisterschaft 2018
- 2. Platz Weltmeisterschaft 2015
- 3. Platz Weltmeisterschaft 2010